# 徐梵澄
徐梵澄（1909年10月26日—2000年3月6日），原名琥，譜名詩荃，字季海，湖南長沙人，中国宗教學家、哲學家、印度學家、翻譯家，著述豐富，是二十世紀研究中國文明、印度文明和西方文明，在這三大文化圈多個領域有重要貢獻的中國學者。用英文撰寫《周子通書》、《肇論》、《唯識菁華》、《易大傳——新儒家入門》，向西方介紹中國文明；翻譯《蘇魯支語錄》等向中國介紹西方文化；翻譯《神聖人生論》、《綜合瑜伽論》、《五十奧義書》介紹印度宗教和哲學。徐梵澄中年在印度工作和做研究，晚年回到中國受聘於中國社會科學院世界宗教研究所。2000年3月6日在北京逝世。
徐梵澄精通英、德、法、梵、拉丁、希臘、印度等多種語文，曾譯德國現代哲學家尼采作品、印度古今哲學典籍等。晚年曾欲重譯《聖經》。又曾以西文譯介、以華文詮釋中國佛、道、儒、易等學術作品。

## 早年及教育
1926年入湖南省長沙市湘雅醫學院。1927年就讀於武漢國立第二中山大學歷史系，1928年至1929年後入上海復旦大學西洋文學系。1928年5月15日，徐梵澄在復旦中學聽魯迅的講演，與魯迅相識、通信，並為中國現代文學史上第一本以散文為主的文學刊物《語絲》撰稿。徐梵澄自己曾經說：“我一生得力於兩位老師，一位是啟蒙的老師（王闓運），一位便是魯迅先生了。”:23
1929年至1932年赴德國海德堡大學哲學系留學。1937年至1938年執教同濟大學。1939年至1940年執教國立藝術專科學校。1941年至1945年任中央圖書館編纂，主持《圖書月刊》，兼任中央大學教授。

## 學術生涯

### 向西方介紹中國文明
向印度和西方介紹中國文明。為了便於西方世界瞭解和理解中國文化精粹，徐梵澄用英文撰寫和翻譯了許多著作。徐梵澄編輯介紹中國文字學和訓詁學的《小學菁華》，這或許是中國首部漢英字典，兼顧趣味，一個漢字給出三種形制，方便外國友人閱讀與書寫漢字。全面介紹中國儒教創始人孔子生平、著作，教導以及思想，講述君子品格的《孔學古微》；宋代周敦頤的儒家簡明而有代表性的哲學著作《周子通書》；闡釋東晉高僧僧肇佛教般若思想的《肇論》；簡介中國佛宗派教唯識宗的《唯識菁華》；深入淺出講解中國新儒家哲學思想的《易大傳——新儒家入門》，等等。

### 印度三十三載
1945年至1978年僑居印度三十三載，先後在印度泰戈爾大學、阿羅頻多修道院（Sri Aurobindo Ashram）從事教學、著述與翻譯工作。
1945年12月，徐梵澄乘坐軍用飛機遠赴印度，郭沫若和鄭振鐸二位先生也前往送行，臨別時郭沫若叮囑徐梵澄：要取真經回來！為了取真經，徐梵澄在印度生活和工作了33年，為中印文化的交流奉獻了他人生的三分之一以上，先後任教於印度印度泰戈爾大學、室利·阿羅頻多學院，教書做研究，積累了大量知識和成果。徐梵澄對中印文化交流的貢獻主要在三個方面：第一，借在印度研究、工作之利，傳播中國古代文明，以助印度瞭解理解中國文化。第二，把印度古代經典五十種《奧義書》由梵文譯成中文，從而成為第一個翻譯如此多《奧義書》的中國人。第三，翻譯印度現代哲學家室利·阿羅頻多的著作，阿羅頻多幾乎所有有關哲學、瑜伽和社會學的作品都被徐梵澄譯成中文，促進了中國人對阿羅頻多和印度現代哲學的認知。所以，徐梵澄或被譽為“現代玄奘”。

### 晚年貢獻
徐梵澄在1979年回到中國，受聘為中國社會科學院世界宗教研究所研究員，直到2000年逝世。
在研究中國、印度和西方的文化上，徐梵澄持續出品豐富有分量的學術成果。並把三大文明之間作比較，例如，徐梵澄認為陸九淵、王陽明與印度室利·阿羅頻多之間雖然地理位置二者遙相睽隔卻有許多相契合處，甚至於和西方的尼采都有可比較的相通之處，就是他們都非以救世主自居者，而是身體力行的聖哲。著名文學家，翻譯家，梵學研究、印度文化研究家金克木給予徐梵澄《五十奧義書》和《神聖人生論》的翻譯高度評價，在書評中說: “世界上古文化中頭等重要的典籍譯成漢文出版，這是一件值得注意的事。兩書一古一今，相隔兩千多年，但是一脈相通，其中奧妙總是關心世界文化思想史的人所不應忽略的吧?”當代哲學家劉小楓認為“兼中、西、印三大文明學術的中國學人屈指可數，有的不過浮泛涉獵，蜻蜓點水。梵澄在每個領域都涉獵頗深”。
徐梵澄所做漢譯英、德譯漢、梵譯漢等等，均為中國、西方、印度文化的經典：《孔學古微》、《老子臆解》、《易大傳》、《尼采自傳》、《五十奧義書》、《神聖人生論》等，直指人心，從中可以看出徐梵澄用意在於貫通中國、西方、印度三大文明之學術精華。徐梵澄憑依自力，潛心治學，著譯豐富而生活簡樸，深居簡出，不露面接受新聞媒體採訪；並婉拒中國社會科學院為其舉辦學術研討會以及生辰慶祝等活動。徐梵澄一生沒有子嗣、學生、徒弟，不屬於任何學派，也無所謂左翼右翼，克己獨立。

## 著作

### 中文著述
主要中文著述：
- 徐梵澄《老子臆解》，中華書局，1988年 ISBN 978-7-5403-4830-4
（作為徐梵澄釋詁之作，亦多有自己觀點的闡發。[4]）
- 徐梵澄《徐梵澄集》(學者文選)，中國社會科學院研局編，中國社會科學出版社，2001年 ISBN 978-7-5004-3208-1
- 徐梵澄《徐梵澄文集》（十六冊，收集徐梵澄著述譯文六百餘萬言），上海三聯書店，華東師範大學出版社，2006年 ISBN 978-7-5426-2047-7
- 徐梵澄《古典重溫：徐梵澄隨筆》，北京大學出版社，2007年，ISBN 978-7-3011-2046-0
- 此外還有《玄理參同》，《陸王學述》，《安慧三十唯識疏釋》等。[10]

徐梵澄在《玄理參同》中認為精神哲學主題是探討宇宙與人生的真理，其範圍超出理性認識以外，其地位是“一切哲學之哲學，它立於各個文明系統之極頂。”:167
徐梵澄從阿羅頻多的精神哲學中汲取營養，形成了自己對精神哲學的相對成熟的看法，並以此觀照中國古代經典哲學。 《陸王學述》是徐梵澄晚年極為重要的著作。此書受到阿羅頻多對古希臘哲學家赫拉克利特的評述觀念的極大影響，即徐梵澄自己所說的“以印度精神哲學眼光，察看這一宗哲學而加以申論”，而《陸王學述》實際上是以精神哲學的眼光來觀照陸九淵、王陽明哲學，加以申述和闡發。

### 英文著述
徐梵澄用英文撰寫《小學菁華》、《孔學古微》、《周子通書》、《肇論》、《唯識菁華》、《易大傳——新儒家入門》等，向西方介紹中國文明。

回譯成中文者：《孔學古微》，徐梵澄著，李文彬譯，孫波校，華東師範大學出版社，2015 ISBN 978-7-5675-3793-4
20世紀60年代，徐梵澄僑居南印度琫地舍里，開始向印度乃至西方全面介紹中華文明的菁華。第一本英文著作便是《孔學古微》，一本講述君子品格的書，此書全面介紹孔子，包括其生平歷程、著作，並匹配論語，呈現孔子的教導以及思想。
這本書介紹了儒學，而且從尊重原文的角度出發，梳理文本，進而忠實地介紹孔子的思想以及先秦儒家。人們可能會在自己的記憶中忘掉許多東西，但一個民族卻無法忘懷自身的傳統，還需在傳統中獲得新的知識，並且從現代人角度和觀念上重新理解和審視傳統，這正是當代學者的使命。

### 譯著
早在青年時期，徐梵澄因聽魯迅演講而結識魯迅，並應其約而開始翻譯尼采哲學，向中國介紹西方文化。徐梵澄是最早翻譯介紹尼采作品的學者之一。
- 尼采作品：《尼采自傳》、《蘇魯支語錄》、《朝霞》、《快樂的智識》以及長文《宗教生活》和《啟蒙藝術家與文學者的靈魂》（兩篇長文選自《人性的，太人性的》） 。[10]

徐梵澄治西學的一大成果是譯介尼采著作，而其出版則得益於魯迅的推薦。 1935年，中國第一本尼采原著《尼采自傳》漢譯本在魯迅的關懷下問世，由上海良友圖書公司出版。在《尼采自傳》出版三個月後，魯迅又把《蘇魯支語錄》推薦給當時的“世界文庫”鄭振鐸。接著徐梵澄翻譯的《蘇魯支語錄》（即《查拉圖斯特拉如是說》），連載於《世界文庫》。至此，中國才有尼采的《查拉圖斯特拉如是說》的第一個全譯本。後徐梵澄所譯尼采《蘇魯支語錄》由商務印書館出版，迄今仍為尼采中文譯本的經典之作。
徐梵澄于印度文化因緣甚篤，深入研究了古印度婆羅門教，印度佛教，翻譯、介紹印度宗教、哲學，以及印度文化。
- 翻譯室利·阿羅頻多著作：《神聖人生論》、《綜合瑜伽論》等。
- 印度哲學：《五十奧義書》（古印度婆羅門教根本經典集）（中國社會科學出版社，1984年 ISBN 978-7-5004-1459-9）；《瑜伽論》；《行雲使者》等。[20]

甚至於臨終前，徐梵澄在醫院還把《薄伽梵歌》稿子放在案頭校對。

### 翻譯觀念及評價
魯迅認為“紹介某一家，便應當至少有幾種原著翻譯給人看，藉以挽救那空疏淺薄之失。我的態度，當時是嚴肅的。”徐梵澄醉心於尼采，翻譯尼采的系列著作，也契符魯迅的初衷。1934年魯迅致友人的信中，說到梵澄“能作短評，頗似乎尼采”。 
徐梵澄堅持其“古典是變不成土話的”觀念，以文言文或半文言翻譯古印度典籍，所以，他的譯著非一般性普通讀物，受眾群體不廣。金克木把徐梵澄漢譯《五十奧義書》與歐洲語言譯的《五十奧義書》做了比較，二者截然不同，認為歐譯與其說是翻譯，不如說是一種詮釋、闡釋、釋義，是原作的“改作”和“解說”的產物。徐梵澄翻譯的《五十奧義書》是另一種形式的翻譯，才是真正的翻譯，是“不翻譯的翻譯”。錢鍾書在其著作《管錐編》中對徐梵澄譯本之《五十奧義書》有很高評價。:525
同時，徐梵澄也謙稱自己的譯作為“拙陋之華文譯本 ”，“竊願今後之治梵學及擅白話詩者，再從而譯之，別鑄偉詞，後來居上。”

## 擴展閱讀
- 徐梵澄譯《五十奧義書》（古印度婆羅門教根本經典集），中國社會科學出版社，1984年 ISBN 978-7-5004-1459-9
- 徐梵澄《徐梵澄文集》，上海三聯書店，華東師範大學出版社，2006年 ISBN 978-7-5426-2047-7
- 孫波《徐梵澄傳》，社會科學文獻出版社，2009年 ISBN 978-7-5403-5256-1
- 孫波《徐梵澄先生生平與學思概述》，《弘誓雙月刊》， 2007年總第86期